# João Batista Soares da Silveira e Souza
João Baptista Soares da Silveira e Souza (Ilha de São Jorge, 1800 — Gravataí, 16 de março de 1870) foi um juiz de paz, vereador e empreiteiro. É conhecido por ser um dos primeiros moradores da região onde atualmente encontra-se o município de Cachoeirinha.

## Origens e família
João Baptista nasceu por volta de 1800 em Velas, vila localizada na ilha de São Jorge, pertencente ao arquipélago de Açores. Seus pais eram Manoel Silva Soares e Catharina de Jesus. Tinha um irmão, também chamado Manoel Silva Soares. Em seu testamento, menciona ainda a existência de uma meia-irmã.

## Mudança para o Brasil e a sesmaria reivindicada
Ainda criança, João Baptista mudou-se para o Brasil. Em 1814, o então jovem morava na Aldeia Nossa Senhora dos Anjos, hoje município de Gravataí. Nessa época, reivindicou uma sesmaria na região ocupada atualmente pela cidade de Sapucaia do Sul. Seu pedido não foi acatado. Em contrapartida, recebeu uma sesmaria localizada, segundo descrição da época, "entre o Rio Gravataí, a estrada de Sapucaia, as terras dos Pachecos e o Arroio Brigadeiro". Esse perímetro compõe aproximadamente o território atual de Cachoeirinha.

## Juiz de paz, vereador e empreiteiro
Em 1825, João Batista começou a se dedicar ao ofício de Aprovador de Testamento da Aldeia Nossa Senhora dos Anjos. Quatro anos mais tarde, em 1829, foi eleito suplente de Juiz de Paz da região. Em 1833, assumiu efetivamente o cargo, após a morte do titular. Elegeu-se Juiz de Paz pouco depois, em 1837. Tomou posse como vereador em 1853. Seu mandato, porém, não foi dos mais tranquilos. Teve muitas propostas rejeitadas, chegando a entrar em atrito com a Câmara Municipal quando tentou apropriar-se de campos da Várzea do Rio Gravataí.
João Baptista também teve destaque como empreiteiro, principalmente a partir de 1844. Uma das principais obras públicas em que participou da construção foi o Theatro São Pedro, em Porto Alegre. O construtor ainda ajudou na edificação da ponte de pedra sob um dos braços do Arroio Dilúvio, conhecida hoje como Ponte dos Açores. Outras obras importantes foram o prédio da Bailante, a Casa de Correção e o aterro da Praça do Paraíso. Entre as obras particulares, João Baptista se envolveu na construção do edifício Malakoff, o primeiro prédio de quatro andares da Capital gaúcha. Na Aldeia Nossa Senhora dos Anjos, João Baptista liderou a construção de uma ponte de pedra, em estilo açoriano, com três vãos, sobre o Rio Gravataí, por volta de 1845. Essa ponte, próximo à sua propriedade, se localizava onde hoje está a ponte que liga a Cachoeirinha a Porto Alegre.

## Outras informações

### Família
AHRS C-319, fl. 39 verso: João Baptista Soares da Silveira e Souza, 10.10.1879, Carta Imperial 19.7.1879; Católico Apostólico Romano, natural da Ilha de São Jorge, Reino de Portugal, casado com brasileira. 3 filhos: João, 6 anos; Antônio, 5 anos e Maria, 2 anos e meio, nascidos na Freguesia de Nossa Senhora dos Anjos da Aldeia, município desta cidade de Porto Alegre.

### Álbum do Rio Grande do Sul
O Álbum do Rio Grande do Sul, de Carlos Reis, traz pequena informação sobre o Comendador João Baptista, além dei ilustração. Diz, na página 241: "É filho do cidadão português, Manuel S. Soares Souza e natural da ilha S. Jorge (reino de Portugal), onde nasceu em 1800. Transferindo-se bem cedo para o Brasil, soube logo patentear suas preciosidades e merecer as melhores simpatias do nosso meio social. Depois de alguns anos de experimentada probidade, foi nomeado conselheiro municipal de São Leopoldo, onde exerceria ainda, se não fosse a sua idade bastante avançada. Por muitos anos exerceu ele, semelhante cargo, retirando-se ultimamente, para receber no descanso, o prêmio de sua atividade." (Texto extraído do artigo UM "EMPREITEIRO DE OBRAS" AÇORIANO EM PORTO ALEGRE, de Miguel A. de O. Duarte, publicado no livro OS AÇORIANOS NO BRASIL, de Vera Lucia Maciel Barroso)

### Cachoeirinha
Os 43 km² do município de Cachoeirinha, no passado, pertenceram ao Comendador João Baptista Soares da Silveira e Souza, durante a época em que Cachoeirinha era apenas um distrito do município de Gravataí (antes chamada de Freguesia de Nossa Senhora dos Anjos da Aldeia). Em 1923, o Comendador veio a falecer e seus herdeiros, seus dois sobrinhos José e Joao, iniciaram a venda das terras. João casou-se com Maria Rosa Souza e teve oito filhos.

### Herdeiros
João e o Comendador José Baptista Soares da Silveira e Souza eram filhos de Manuel Silveira Soares e Souza e de Maria Santa da Silveira. O pai era irmão do empreiteiro [comendador João Baptista Soares da Silveira e Souza].
Assim como o tio, eram naturais da Ilha de São Jorge, do Arquipélago dos Açores.
No Arquivo Histórico do Estado existe um livro que contém os termos de juramento dos Estrangeiros naturalizados. Tornaram-se os irmãos, João e José, cidadãos brasileiros.